# روبرتو ماروكوين
روبرتو ماروكوين (بالإنجليزية: Roberto Marroquin)‏ مواليد 21 أغسطس 1989 في دالاس، هو ملاكم محترف أمريكي يصنف ضمن فئة وزن الريشة.

## إحصائيات
خاض خلال مسيرته 28 نزالا، فاز في 24 وتعادل في 1 وخسر في 3. فاز بالضربة القاضية في 17 نزالا.

## روابط خارجية
- روبرتو ماروكوين على موقع بوكس ريك (الإنجليزية) (registration required)